# ستيلا تشيس
ستيلا تشيس (بالإنجليزية: Stella Chess)‏ هي طبيبة وعالمة نفس أمريكية، ولدت في 1 مارس 1914 في نيويورك في الولايات المتحدة، وتوفيت في 14 مارس 2007 في مانهاتن في الولايات المتحدة بسبب ذات الرئة.